# 敵性語

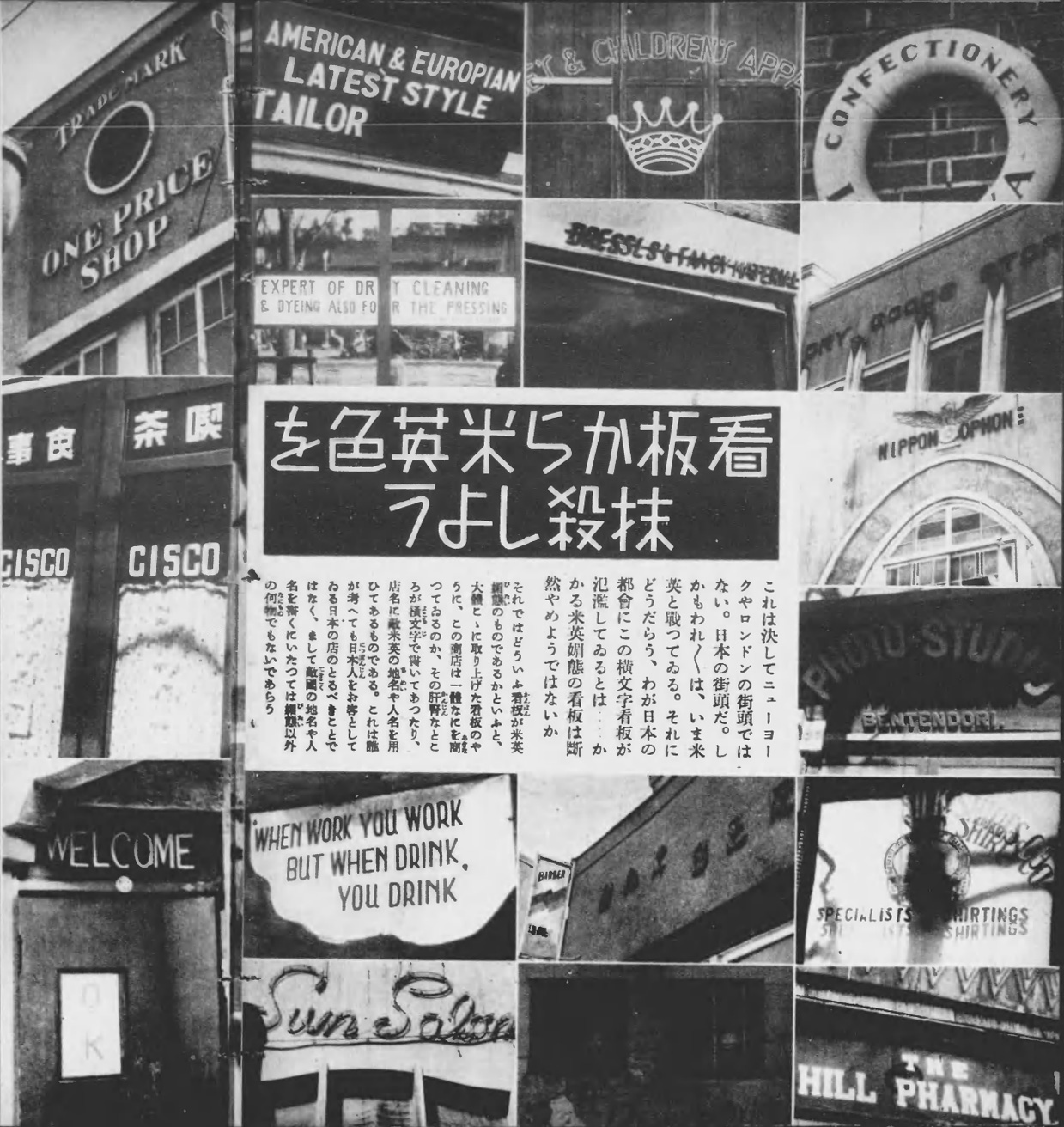
「看板から米英色を抹殺しよう」
昭和18年2月3日付『写真週報』第257号

敵性語（てきせいご）は、敵対国や交戦国で一般に使用されている言語を指した語。敵声語と当て字されることもある。
特に大日本帝国では、日中戦争開戦により敵性国となったアメリカやイギリスとの対立がより深まる1940年（昭和15年）に入ると、英語を「軽佻浮薄」（けいちょうふはく）と位置づけ「敵性」にあたるものだとして排斥が進んだ。太平洋戦争突入により米英が完全な敵国（交戦国）となると、英文化排撃、アメリカ文化排撃、日本文化賞賛という流れのなかで、より顕著なものとなった。
イデオロギーやナショナリズムにより敵対国の文化や言語を敵視したり排除する排外主義の傾向は世界的に見られる。世界各国で見られる人種主義、宗教的不寛容、民族憎悪などによる敵意や排除運動の一覧については反文化、反国家、反民族運動も参照。

## 第二次世界大戦時の日本

### 根拠
敵性語は、日中戦争の長期化や太平洋戦争に向かうなかで高まっていくナショナリズム（国粋主義、日本主義）および国民統制の一環として生まれた社会運動や検閲である。
民間団体や町内会などから自然発生的に生まれた運動と、日本政府（文部省や内務省など）が法律によって検閲や指導したものがある。
満州事変以降の熱狂がマスコミ・大衆レベルで高まるにつれ、（英米に限らず）西洋文化全般や軽薄的な文化の追放ムードが高まっていった。しかし分野によって敵性語排除の影響や熱意には大きな開きがあり、また徹底されたものでもなかった。古くは幕末・明治初期の頃より欧米に範を取り近代化をおこっていた日本において、西洋の外来語が日本語に与えていた影響は大きく、戦前中の日本国内でも簡単な英単語・和製英語はマスメディア上のみならず、市民の日常はもちろん、軍隊（特に日本海軍）においても盛んに使用されていた。またアルファベットに由来するローマ字の使用は、国策として認められていた（日本式ローマ字、1937年9月の内閣訓令第三号）。
例として、情報局編集・内閣印刷局発行の『写真週報』や、政府や軍部の検閲を受けたニュース映画『日本ニュース』や『朝日新聞』といったプロパガンダで用いられたメディアでさえ、太平洋戦争末期に至るまで英単語のカタカナ表記は使用されている。そもそも、『日本ニュース』は1945年（昭和20年）7月1日公開の第254号（戦時下最終号）まで、元が英語である『ニュース』をタイトルに使用し続けており、上掲画像の『写真週報』第257号では米英文化を排斥する特集が巻頭で組まれている一方で、この直後に掲載されている銃後の国民生活を説くコラム「間に合せですませる工夫」では「シャツ」「コンビネーション」「チョッキ」などの英単語や和製英語を使用している。この『写真週報』第257号で問題にされているのは対米英戦下での銃後における「米英媚態の生活態度」（同号3項）で、攻撃されているのは「あまりにアメリカナイズされた看板や商品および文化（ジャズ等の米英音楽）」であり（「米英レコードをたたき出そう」「これが日本人に売る日本商品だらうか」「（内務省と情報局による）廃棄すべき敵性レコード一覧表」など）、英語そのものを排斥の対象としているわけではない。朝日新聞が1943年（昭和18年）1月14日朝刊に掲載した記事「米英音楽に追放令」では、いまだにカフェで軽佻浮薄扇情的な英米音楽のジャズ・レコードが演奏されているので「低俗な英米文化を排除しなくてはならない（治安警察法第16条による強制回収）。／第二段階として日本で作曲されたものでも米英的低調な歌曲は禁止する。／公的機関による"よい音楽"の普及を促進すべきである。」という論調であった。
太平洋戦争突入後の1942年（昭和17年）7月にキングレコードが発売した「点数の歌」（林伊佐緒・三原純子歌唱。同年2月に政府が実施した衣料切符配給制を題材とする戦時歌謡）の歌詞には、「ハンカチ（ハンケチ）」「エプロン」「ワンピース」「サイレン」といった多数の英単語等が使用されている。
逆に漢字列をカタカナに言い換えた例として、太平洋戦争中の1942年（昭和17年）9月に海軍が、「安全鎔解」を「ヒユーズ」に（「安全鎔解線」を「糸ヒユーズ」に、「安全鎔解器」を「ヒユーズ筒」になど）改めている。
経済の分野でも英単語の入った商品名やブランド名などが変更された事例がある。その一方で、明治ゴム実業所（現：明治ゴム化成）は「ゴム」、松下電器は「ナショナル」、早川電機工業は「シャープ」のブランド名を冠した製品を戦時中も発売しているなど、徹底したものではなかった。
このように「敵性語」「文化弾圧」は、当時のナショナリズムや、戦意高揚運動のひとつとして行政の指導で排撃したものと、一般民間人や民間団体やマスメディアによる自己規制によって排斥されたものがある。一例として、太平洋戦争突入直後の1941年（昭和16年）12月24日、朝日新聞は記事「抹殺せよ"アメリカ臭"」を掲載した。早稲田大学教授今和次郎を風俗研究の権威として紹介、今野の「大東亞戰爭と同時に友邦秦國でも英語の看板を街頭から一掃したといふではないか、我々日本人を多年毒してきた浮薄なアメリカニズムを今こそ我々は風俗から生活から追放すべきだ」とのコメントを引用し、銀座での英米文化を批判した。
なお第二次世界大戦において、日本は米英だけでなく、中国とも敵対・交戦しており、麻雀業界が「麻雀」を「卓技」に改め中国語読みを自粛するなどした。一方中国語に由来する漢語については目立った排斥はなく、むしろ英単語の置き換えには大和言葉ではなく漢語式の表記が多く使われた。

### 教育
1939年から1940年になると、トマス・ハーディの「テス物語」など、「聖戦の意義に反する」として恋愛小説が外国語教科書から排除された。国民が「高等教育の現場における英語教育を取りやめるべき」と内閣総理大臣東條英機陸軍大将へ要求したこともあるが、東條はこれを国会において「英語教育は戦争において必要である」として拒否した。ただし、外国語を重要視していた大日本帝国陸軍は1940年より陸軍士官学校の入学試験から「一切の外国語を抹殺」した。戦時下なので、英語教育は廃止こそされていないものの縮小されており、中学校・女学校では英語が必修科目から随意科目（選択科目）へと変更され、授業数も大幅に減らされている。当時松本高等学校の学生だった北杜夫は、英語の教師が急に身をちぢこめてしまったことや、中学の下級生が英語の教材を開きながら道を歩いていると本を叩き落とされ敵国の言葉を学ぶ売国奴と罵られたことを述懐している。西南学院大学博物館には、表紙を『古事記』に貼り替えて偽装した英語教科書が収蔵されている。
1944年（昭和19年）には、中学校国定教科書『音楽』にイギリス国歌『国王陛下万歳』が掲載されていたことが堀内一雄衆議院議員によって指摘され、文部省当局は即時削除を命じた。また、英語・音楽以外でも教科書における「敵性箇所」は順次訂正されることになった。当時、国定教科書『英語』の編集委員だった星山三郎の資料によると、以下の表現を「排撃」するよう求められていた。
- 親英・親米的な表現。
- 西暦の多用。
- 米英の物質文明を謳歌する内容。
- 日本を侮辱した表現。
- 英米の文物に最上級の修飾語を付ける表現（例・「世界でいちばん高い建物はエンパイア・ステート・ビルだ」）
- 「Osaka is the Manchester of Japan（大阪は日本のマンチェスターだ）」といった不穏当な比喩・例証。

さらに、外務省では外国人記者に対する記者会見でも、「英語偏重の風潮を駆逐するために」英語の使用を禁じ日本語での記者会見に統一した。
NHKラジオ第2放送の「基礎英語」も開戦と同時に中断され、降伏まで復活しなかった。

### 軍内部
民間が主導する排斥運動だったので、その徹底度は組織的・地理的な事情により大きく異なった。イギリス海軍を手本とし、専門用語に英語ないし独自の和製英語を使用していた海軍では、特に英語が多用されていた。陸海軍の整備部隊や工廠、軍需工場などではボルト・ナット・スパナなど日本語にしようがない、もしくは日本語化しても馴染みがないなどの理由で英語排斥は徹底せず、公然と英語の用語が使用されることが多かった。航空部隊でも、「落下タンク（海軍では増槽と呼称）」「スペリー（照空灯）」などといった英語由来の専門用語の数々や、「ピスト（操縦者の控え所）」といったフランス語は戦時中も一貫して使用されていた。そもそも連合国軍は全て外国語表記であり、固有名詞の類(グラマン社といった会社名、クロムやボーキサイトなど資源の名称、個別の艦名、将兵の氏名、政治家の氏名（同盟国ドイツ、イタリアを含む）、馴染みのない地名など)は日本語化が不可能だった。朝日新聞ですら戦争末期においても「ガダルカナル島」と表記している。
陸軍では士官学校や陸軍経理学校の入試で外国語排除が推進されたほか、試験科目から世界史や東洋史も排除して国史（日本史）のみに限定、地理ではヨーロッパを廃止してアジアに限定するなどの方針が定められた。
陸海軍を問わず、部隊の軍隊符号、装備の略称には日本語・ドイツ語・英語などに由来するアルファベットが多用されていた。軍国美談でも「チョコレートと兵隊」などの物語が存在する。日本本土空襲たけなわかつ本土決戦も叫ばれ、反米英の感情も最高潮であった太平洋戦争最末期の1945年7月1日に公開された、ニュース映画『日本ニュース 第254号「征空部隊」号』（陸軍の四式戦「疾風」と海軍の雷電を紹介する戦時中最後の『日本ニュース』）劇中では、軍歌『疾風戦闘隊の歌』と『雷電戦闘機隊の歌』がBGMとして使用されているが、それぞれ前者（疾風）では「スコール」、後者（雷電）では「撃墜マーク」という英語由来の単語が歌詞に含まれている。
日中戦争勃発後の1937年（昭和12年）に陸軍が発行した「軍隊調理法」では、パン、クリーム、シチウ、オムレツ、ドーナツなどのレシピが登場し、レシピの中ではカロリー、ラードなどの外来語も見られる。中には「膨し粉」と書いた後に、カッコ付きでベーキングパウダーという英語を付け足している箇所すら存在する。
1942年（昭和17年）4月にアメリカ軍が行ったドーリットル空襲に対する陸軍の見解として、大本営陸軍報道部は英語を交えたユーモアあるジョークを用いた以下の内容を発表、
1943年（昭和18年）1月下旬、満州国寧安市に移駐した戦車第1連隊で戦車第1旅団旅団長の巡視が行われた。その最中、「ドライバー」と「ウェス（ぼろきれ）」という言葉を発した戦車兵に対して、旅団長付の将校が敵性語を使わないよう注意し、ドライバーを「柄付き螺回し」と呼ぶよう指示した。しかし、中隊長が「血液型や軍隊符号はどうするのか」と尋ねると、その将校は「近く指示がある。」と言葉を濁した。さらに、中隊長から報告を受けた連隊長は「うつつを抜かすにもほどがある」「孫子の兵法にある敵を知り云々の一節でも送ってやれ」と笑って済ませてしまった。確認のため、連隊本部の教育主任に敵性語禁止の法的根拠を調査してもらっても、分からずじまいだったという。
この年の5月20日に日本放送協会ラジオ第一が放送した陸軍少年戦車兵学校の紹介番組では、教官である陸軍将校が同校生徒に対し以下の内容を訓示し、
同校長である玉田美郎陸軍少将も以下の如き発言をしているなど、陸軍のより直接的なプロパガンダの場においても英語・英単語は当然の如く使用されている。

### プロパカンダ
1944年3月に公開された陸軍省後援・情報局選定のノンフィクション国策映画『加藤隼戦闘隊』では、藤田進演ずる軍神加藤建夫戦隊長（陸軍中佐）が、日中の敵機迎撃時に「チャンス!チャンス!」と発言したことを題材に、夕食の席上において「部下が笑いながら敵性語排斥運動を皮肉・茶化したジョークを飛ばす」以下のシーンが公然と存在している。
本作では、「コーヒー」「ウイスキー」「スペリー」「ベランダ」「タイヤ」「フォーク」といった単語も劇中で加藤ら陸軍将校が多用しており、加藤は進出予定地視察帰りにコーヒーミルと豆を土産に購入し部下に挽きたてコーヒーを振舞う、スプーンを常時持ち歩く、スパゲティとマカロニについて薀蓄を語るなど、西欧文化に精通した人物として意図的に強調して描かれている。この演出は欧州出張経験もある史実の加藤の人物像を忠実に再現したもので、さらには、1941年12月24日の会食シーンでは加藤部隊使用の将校食堂に欧米文化であるクリスマスツリーやクリスマスリースが飾られている。なお、本映画のモデル部隊である飛行第64戦隊の部隊歌（軍歌『飛行第六十四戦隊歌（加藤隼戦闘隊・加藤部隊歌）』）の第1番歌詞出だしは「エンジンの音 轟々と 隼は往く 雲の果て」であり、同歌は（本映画の）事実上の主題歌・劇中歌として多用されているとともに、レコード化もされ軍や民間の間では広く親しまれていた（本歌は1940年に同隊員の田中林平陸軍准尉によって作詞）。
また、1944年11月に完成・公開された、中国戦線にて速成される寄せ集め軍楽隊をコミカルに描いた国策映画『野戦軍楽隊』（情報局国民映画当選脚本・陸軍全面協力）には以下のシーンが存在する。
1944年12月公開の海軍省後援の国策映画『雷撃隊出動』には南方の駐屯地内で兵隊が野球をしているシーンがあるが、そこでは「アウト」「ストライク」という言葉が使われている。
日本本土空襲下である戦争末期の1945年（昭和20年）3月8日に全国民に公開されたニュース映画である、陸軍省検閲済「日本ニュース 第247号 航技学生の操縦訓練」では、エンジニアパイロットを養成中の陸軍航空部隊および陸軍航空本部が取材されているが、陸軍将校である教官の「自ら飛行機を操縦してみて技術的に一体どんなことを感じたか」との問いに対して、陸軍の訓練生が「はい！ボルトおよびナツトの規格をさらに簡単に統一すべきであると思ひました」と答えている姿が収められている。
また、陸軍の参謀本部が中心となって発行した外国向けの宣伝雑誌として、1942年にグラフ誌「FRONT」（英語で戦線の意）を創刊している。これは、中国語、英語、ドイツ語、フランス語、ロシア語など最大15か国語に翻訳され、敗戦直前まで発行された。

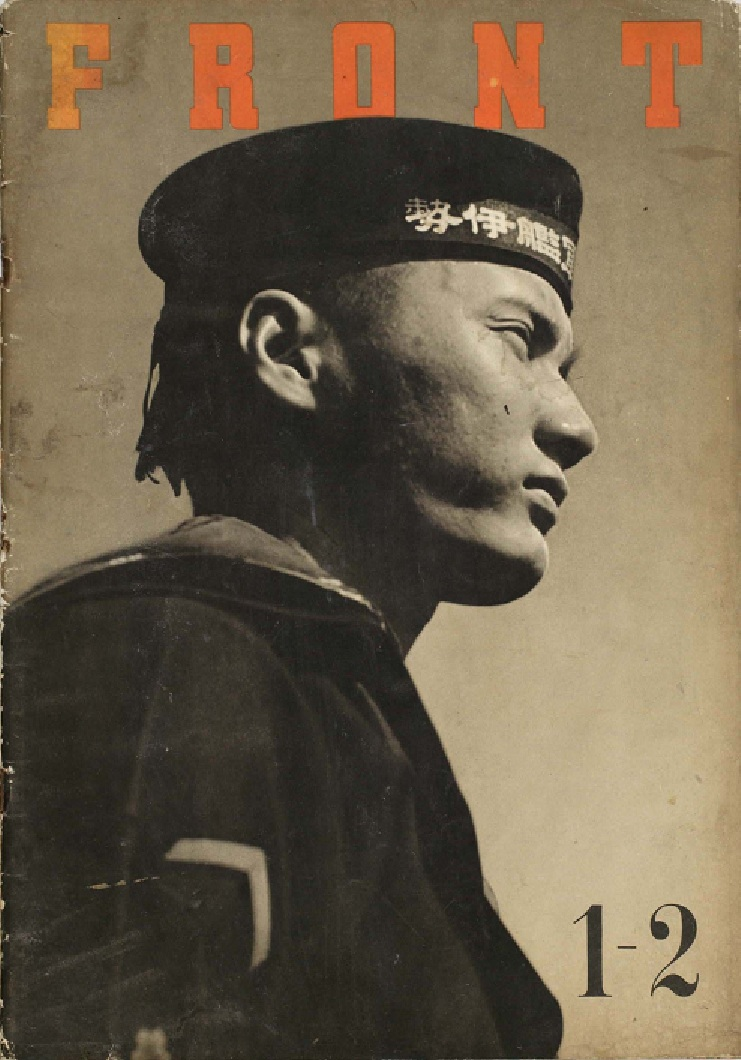
「FRONT」1-2合併号（海軍号）表紙。1942年発行
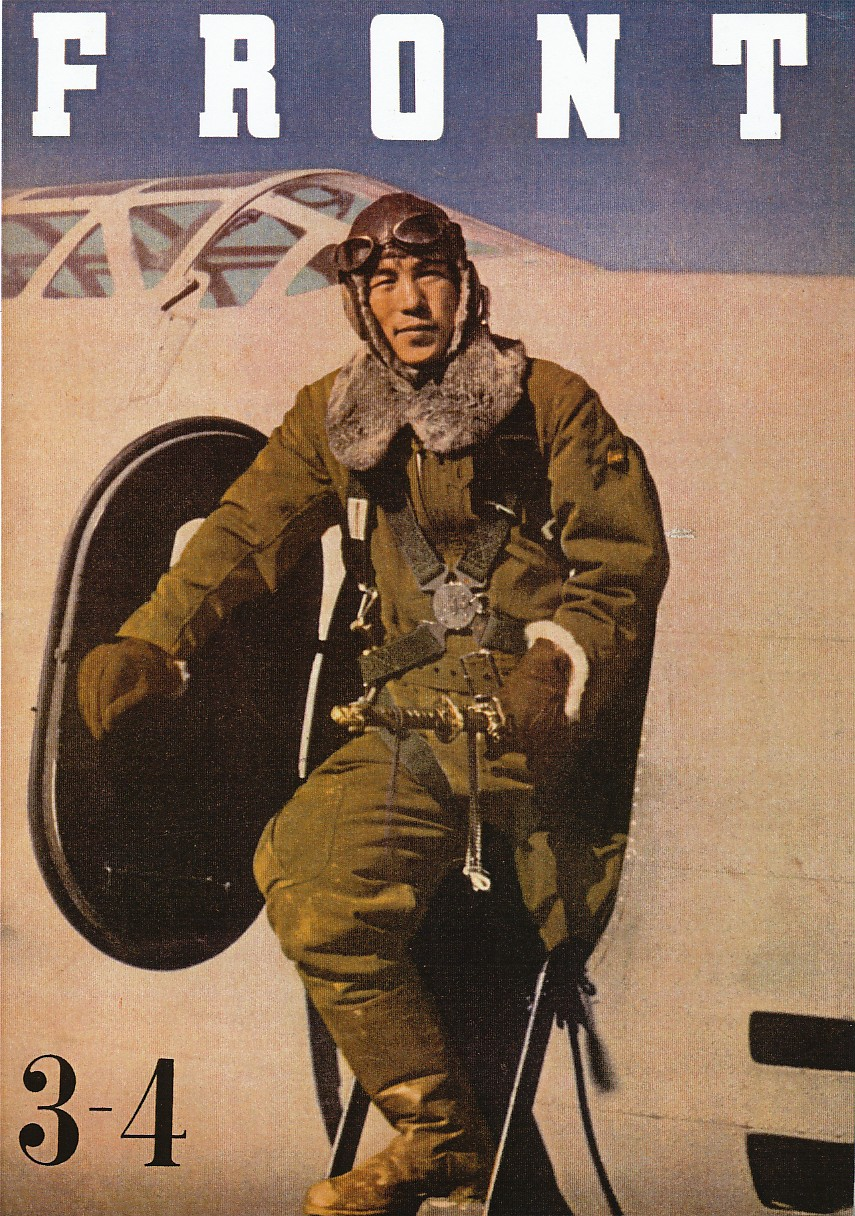
「FRONT」3-4合併号（陸軍号）表紙。1942年発行

一方で、1942年の全国中等学校野球大会のように、軍主導の行事で、ローマ字が禁止されるなどの出来事もあった。

### 交通
1939年（昭和14年）3月、大阪商船は、新鋭貨客船あるぜんちな丸の船内表記を「英語万能を駆逐して」日本語表記にすると発表した。
『昭和 二万日の全記録 第5巻 昭和13年-15年』(講談社、1989年)や大石五雄「英語を禁止せよ」(ごま書房、2007年)では1940年9月、鉄道省が駅構内の英語表記を全面撤廃したとされているが、これは当時の朝日新聞の記事を誤って解釈したもの。その時点では具体案を研究中というだけで、大阪駅など、1941-1942年でも英語表記が見られた。
朝日新聞は1943年（昭和18年）6月16日朝刊のコラムで東京市電気局が直轄の自動車営業所に英語禁止を通達したことを伝え、「ストップ → 停車」、「オーライ → 右よし／左よし」、「バック → 脊脊（はいはい）」と変更したことを紹介した。

## 言い換え例

### 野球
野球は敵国アメリカの事実上の国技であることから、太平洋戦争中、世間や国から「野球そのもの」が禁止されるのを免れるため競技団体自らによる徹底した英語排除が行われた。野球には1890年ごろから正岡子規らが翻訳した、「打者」「走者」「四球」「直球」「飛球」「遊撃手」などの一連の和訳用語がすでに存在していたことも、この運動が特に野球で徹底される理由となった。1940年（昭和15年）には、球団名の日本語名への改称と、ユニホーム表記の漢字表記への変更が行なわれた。なお、阪急軍は「OSAKA」・「NIPPON」・「HANKYU」とアルファベットが入っている球団旗を使用していたため変更要求が出たが、英語ではないとして拒絶している。この当時日本野球連盟理事長だった鈴木龍二は、この通達が「強制というわけではない」ものだったとしながらも「言うことを聞かねば、（日本プロ野球が）潰されるかもわからんという感じのいわば命令という感じのニュアンス」だったと記している
1943年（昭和18年）1月21日、愛知県では「米国の国技たる野球を徹底的に排除し、日本の国技たる銃剣術や古来の武道を昂揚すべし」として野球排撃決議がおこなわれた。これに朝日新聞が同年1月26日朝刊で異を唱え、「支那事変で戦死した慶應の梶上は、トーチカに手榴弾を投げ込んで武勲をたてたではないか」と反論する（ちなみにトーチカはロシア語由来）。「米英かぶれや米英的根性の排撃は徹底的にやるべきだが、汽車も、飛行機も、潜水艦も、戦車なども、西洋由来である。」「野球問題はともかくとして、あまり神経的、末梢的になることは豪壮なる大東亜の建設を前にして、賛成できない。」と異論を唱えた。
朝日新聞は同年3月12日の朝刊コラム「青鉛筆」で、野球用語の日本語化と4月からの実施を伝えた。急な言い換えのため、審判が「ストライク……もとい、よし1本」と言い間違えて観客を笑わせる一幕もあったという。
- 「プレイボール」→「始め」[44]
- 「ストライク（ツー）」→「よし1（2）本」「正球」[1]
- 「ストライク スリー、ユー アー アウト」→「よし3本、それまで」[45][46]
- 「ボール」→「（だめ）1つ」「悪球」[1]
- 「ファウル」→「だめ」「圏外」「もとい」[1]
- 「アウト」→「ひけ」「無為」[1]
- 「セーフ」→「よし」「安全」[42]
- 「バッテリー」→「対打機関」[46]
- 「タイム」→「停止」[1]
- 「スチール」→「奪塁」[42]
- 「バント」→「軽打」[42]
- 「ヒット・アンド・ラン」→「走打」[42]
- 「ホームイン」→「生還」[44]
- 「フォースアウト」→「封殺」[44]
- 「ボーク」→「反則」[44]
- 「インフィールドフライ」→「内野飛球」[44]
- 「ホームチーム」→「迎戦組」[41]
- 「ビジターチーム」→「往戦組」[41]
- 「グラブ」「ミット」→「手袋」[41]

戦争激化にともないプロ野球は1944年（昭和19年）秋から1945年（昭和20年）まで、選抜中等学校野球大会は主催者である毎日新聞社の意向により1942年から1946年まで、全国中等学校優勝野球大会も主催者である朝日新聞社の意向により1941年から1945年まで中止されている。なおこれらの中止はどの競技でもあったことであり野球だけが狙い撃ちされたわけではない。1942年の大日本学徒体育振興大会（いわゆる幻の甲子園）や第13回明治神宮競技大会では他競技とともに実施されている。

### 野球以外のスポーツ
- 「サッカー」→「蹴球」(しゅうきゅう)[47]
- 「ラグビー」→「闘球」（とうきゅう）[1]
- 「ゴルフ」→「打球」（だきゅう）[48]
- 「ホッケー」→「杖球」[48]
- 「クロール」→「速泳」（そくえい）[49][出典無効][要出典]
- 「米式蹴球（アメリカンフットボール）」→「鎧球」（がいきゅう）[1]
- 「スキー」→「雪滑」[50]
- 「スケート」→「氷滑」[50]
- 「バレーボール」→「排球」

1942年10月27日には、警視庁保安課によって東京卓球場組合が結成され、卓球試合中の英語コール（ファイブ・テン（5-10）、シックスティーン・オール（16-16））の使用禁止が厳命された。

### 地名
- 「シンガポール」→「昭南島」（しょうなんとう）…太平洋戦争開戦後、日本軍が占領した地の呼び名が、日本語に改名された例[51]。
- 「中華民国」→「支那」…「中国」という呼称は紀元前1000年頃からすでに存在するが[52]、江戸時代以降に日本では中国大陸の呼び名として仏典に由来を持つ「支那」の呼称が広がった。日中戦争の勃発につれ日本政府による中華民国を指す公式呼称として「支那」が定着した。

このほか、1941年（昭和16年）12月15日の外務省次官会議により、「極東」の表記が「イギリス中心的だ」として全面禁止となった。日本海軍が徴傭していた飯野海運商会のタンカー極東丸は、「旭東丸」と改名されている。

### 放送
- 「アナウンサー」→「放送員」（ほうそういん）[53]
- 「マイクロホン」→「送話器」（そうわき）[注釈 10]
- 「レコード」→「音盤」（おんばん）[54]
- 「ニュース」→「報道」[55]
- 「臨時ニュース」→「臨時報道」[要出典]

### 煙草
- 「ゴールデンバット」→「金鵄」（きんし）[注釈 4]
- 「チェリー」→「桜」（さくら）[1]
- 「カメリア」→「椿」（つばき）

このほか、「光」の側面の「HIKARI」表記が「ひかり」に変更された。

### 飲食物
飲食物に関しては国として統一した規定が流布しなかったため、地域によっては異なる読みが存在する。
- 「キャラメル」→「軍粮精」[56]（ぐんろうせい）[57][注釈 11]。
- 「パン」→「焼麦」、「麪包」(めんほう)　ただし蒸しパンは「蒸し麦」、揚げパンは「揚げ麦」となる。
- 「フライ」→「洋天婦羅」、「洋天」
- 「オムライス」→「卵包飯」（らんぽうはん）
- 「コロッケ」→「揚芋」、「揚じゃが」
- 「メンチカツ」→「揚肉饅頭」（あげにくまんじゅう）[61][62][注釈 12]
- 「カレーライス」→「印飯」（いんはん）、「辛味入汁掛飯」（からみいりしるかけめし）[57][62]。ただし日本陸軍は「カレー粉」を使用し[64][65][66]、日本海軍や[67][68]、民間では「カレーライス（ライスカレー）」も引き続き使用[69][70][71][72][73]
- 「チーズ」→「乾酪」
- 「サイダー」→「噴出水」
- 「ビール」→1943年4月以降、各社のブランドが廃止され「麦酒」と書かれたラベルで統一された。

### 雑誌
- 『キング』→『富士』（ふじ）

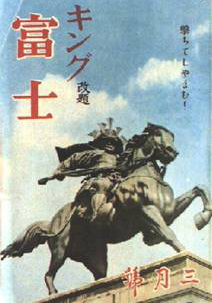
『キング』改め『富士』
敵性語排斥で改題された昭和18年3月号

- 『サンデー毎日』→『週刊毎日』（しゅうかん まいにち）[1]
- 『エコノミスト』→『経済毎日』（けいざい まいにち）[1]
- 『ユーモアクラブ』→『明朗』（めいろう）
- 『経済マガジン』→『経済ニツポン』（けいざい にっぽん）
- 『オール讀物』→『文藝讀物』（ぶんげい よみもの）
- 『キンダーブック』→『ミクニノコドモ』[1]。ちなみに「キンダー」はドイツ語である。

もっとも、横文字を使ったすべての雑誌が改名したわけではなく、『経済雑誌ダイヤモンド』、『アサヒグラフ』のように、横文字のまま発行された雑誌もある。
また、内閣情報部（情報局）発行の『週報』『写真週報』の宣伝で用いられていた「国策のパンフレット」「国策のグラフ誌」というキャッチコピーも用いられなくなった。

### 社名
- 「欧文社」→「旺文社」
- 「カフェーパウリスタ」→「日東珈琲」
- 「キングレコード」→「富士音盤」
- 「後楽園スタヂアム」→「後楽園運動場」
- 「コロムビアレコード（日本コロムビア）」→「ニッチク（日蓄工業）」
- 「シチズン時計」→「大日本時計株」
- 「ジャパンタイムズ」→「ニッポンタイムズ」
- 「大同メタル工業」→「大同軸受工業」
- 「東京コンヂット製造株式会社」→「東芝鋼管株式会社」[74]（1994年以降：日鉄鋼管株式会社）
- 「日本ビクター蓄音機（現：JVCケンウッド）」→「日本音響」
- 「ブリッヂストンタイヤ（現：ブリヂストン）」→「日本タイヤ」
- 「ブルドック食品（現・ブルドックソース）」→「三澤工業」[75]
- 「フレーベル館」→「日本保育館」[1]
- 「ポリドールレコード（日本ポリドール蓄音器商會）（現：ユニバーサルミュージックLLC）」→「大東亞蓄音機」→「大東亞航空工業」
- 「ワシントン靴店」→「東條靴店」 - 店主・東條𫇠の姓を屋号としたもの。東條英機とは無関係だが誤解され、ショーウインドウにその旨の注意書きを貼る事態となったという[76]。
- ビルブローカー→短資会社
  - 藤本ビルブローカー証券→藤本証券（現大和証券グループ本社）
  - 柳田ビルブローカー→柳田短資（現東短ホールディングス）
  - 山根ビルブローカー→山根短資（現セントラル短資）

### 商品名・ブランド名
太平洋戦争突入後も、「ビタミン」など、薬品の呼称、化粧品などは外国語由来の呼称が多かった。
- 「エンパイヤ自動車」→「帝国自動車」
  - ただし、社名のエンパイヤ自動車はそのままであった[78]。
- 「富士ミネラルウォーター」→「富士鉱泉」
- 「リプトン」→「大東亜」[79]
- 「マッチ」→「当て擦り」[要出典][注釈 13]

### 学校名
キリスト教系のミッション・スクールなどは、キリスト教的教育を施している上に、校名に創設者である外国人の名前を冠したり、「英」の字を冠したりしていたので、特に名称変更が求められ、主に1940年10月から1941年4月にかけて行われた。但し、改名後の校名に聖書の言葉を引用して、ささやかな抵抗をする例もあった。
- 「ウヰルミナ女学院」→「大阪女学院高等女学校（現・大阪女学院大学）」
- 「英語教授研究所」→「語学教育研究所」
- 「静岡英和女学校（現・静岡英和学院大学）」→「静陵高等女学校」
- 「東洋英和女学校（現・東洋英和女学院大学）」→「東洋永和女学校」
- 「パルモア女子英学院」→「啓明女学院（現・啓明学院中学校・高等学校）」
- 「フェリス和英女学校（現・フェリス女学院大学）」→「横浜山手女学院」
  - 「県当局からの要請で」改名。
- 「プール学院高等女学校（現・桃山学院教育大学）」→「聖泉高等女学校」
  - 「聖泉」は、『ヨハネによる福音書』4章14節に因む。
- 「山梨英和女学校（現・山梨英和大学）」→「山梨栄和女学校」
  - 1940年9月21日付の基督教教育連盟からの手紙で、名称変更の要請があったとされる。「栄和」は、『ルカによる福音書』2章14節に因る[80]。
- 「普連土女学校（現・普連土学園中学校・高等学校）」→「聖友女学校」[81]

### 通名・芸名
1939年（昭和14年）の映画法施行の際、映画関係者の登録制が導入された。その際に、内務省は「国民文化向上の立場からあまりにフザけた名前、日本人らしくない名、偉人らの尊敬を傷つける名などは一掃しなければならない」という方針を示した。さらに内務省警保局長の「ふざけた芸名を使うことが流行するのは、国民の生活向上にも、時局柄にもよろしくない。」という談話が発表されたことがきっかけとなり、1940年（昭和15年）3月28日に映画会社・レコード会社の代表者に改名方が厳達され、特に英語を用いた芸名や、宮家、忠臣を揶揄した芸名などは強制的に改名させられた。
- 「秋田Aスケ・Bスケ」 → 「徳山英助・美助」（とくやまえいすけ・びいすけ、漫才師）
- 「あきれたぼういず」→「新興快速舞隊」（しんこうかいそくぶたい）
- 「朝吹英一とカルア」→「南海楽友」（なんかいがくゆう、ハワイアン）
- 「ヴィクトル・スタルヒン」→「須田 博」（すだ ひろし、野球選手）
- 「ヴォーカル・フォア」→「日本合唱団」（合唱団）[1]
- 「笈田敏夫とノヴェルティ・ハワイアンズ」→「新緑楽団」（しんりょくがくだん、ハワイアン）
- 「大橋節夫とハワイアイランダース」→「南映楽団」（なんえいがくだん、ハワイアン）
- 「香島ラッキー・ヤシロセブン」→「香島楽貴・矢代世文」（かしまらっき・やしろせぶん、漫才師）
- 「コンセール・ポピュレール」→「青年日本交響楽団」（オーケストラ）[1]
- 「ディック・ミネ」→「三根 耕一」（みね こういち、歌手）[1]
- 「灰田晴彦とモアナ・グリー・クラブ」→「南の楽団」（みなみのがくだん、ハワイアン）
- 「バッキー白片」→「白片力」（しらかたりき、ハワイアン）
- 「ミス・コロムビア」→「松原操」（まつばら みさお、歌手）[1]
- 「ミスワカナ」 → 「玉松ワカナ」（たままつ わかな、漫才師）[1]
- 「リーガル千太・万吉」→「柳家千太・万吉」（やなぎやせんた・まんきち、漫才師）

### 筆記用具
1943年頃から、トンボ鉛筆は「敵性語の撃滅!」と題した新聞広告で、鉛筆の濃さの表記を以下のように変えると告知した。
- 「HB」→「中庸」（ちゅうよう）
- 「H」→ 「1硬」（こう）
- 「B」→ 「1軟」（なん）

### 動物
動物園などで表記の変更が行われた。朝日新聞が1943年（昭和18年）9月3日朝刊、同年10月5日夕刊、1944年（昭和19年）1月1日に報じた上野動物園における戦時猛獣処分の話題では、ライオン、キリンなどと敵性語で表記している。
- 「ライオン」→「獅子」（しし）
- 「カタツムリ」→「蝸牛」[30]

### 植物
太平洋戦争勃発後、京都植物園で日本語名の研究が行なわれた。
- 「カスタービン」→「支那油桐」（しなあぶらぎり）
- 「コスモス」→「秋桜」（あきざくら）
- 「シクラメン」→「篝火草」（かがりびそう）[1]
- 「チューリップ」→「鬱金香」（うこんこう）
- 「ヒヤシンス」→「風信子」（ひやしんす / ふうしんす）
- 「プラタナス」→「鈴懸樹」（すずかけのき）

### 音楽
- 「ド・レ・ミ・ファ・ソ・ラ・シ・ド」→「ハ・ニ・ホ・ヘ・ト・イ・ロ・ハ」[1]
  - 「ドレミ」の語源はイタリア語だが、「軽佻浮薄」だとして言い換えが行なわれた。なお、戦後でもハ長調、イ短調、変ロ長調というように、イロハはドレミと並んで、音楽の現場で使用されている。
- 「音楽コンクール」→「音楽顕奨」[83]
- 「フィルハーモニー・カルテット」→「松本弦楽四重奏団」[84]

### その他
- 「パーマ」→「電髪」（でんぱつ）、「淑髪」（しゅくはつ）[54]
- 「酸素マスク」→「与圧面」（よあつめん）[要出典]
- 「スクラップブック」→「オサイク」[85]
- 「スモーキングルーム」 →「喫煙堂」[注釈 9]

## 第二次世界大戦後の日本
戦後の日本は冷戦に西側陣営として参戦し、一時的な雪解けの時期もあったもののロシア語が排除される流れが現代に至るまで続いている。2022年のロシアのウクライナ侵攻により、ロシア語、またはロシアを称賛するものを排除しようとする運動が起きている。日本では、NHK Eテレの番組、ロシアゴスキーが2022年3月に終了した。NHK側は、「ウクライナ侵攻前から決まっていたこと」と説明している。それに対して舛添要一は「敵を知るために今こそロシア語が必要」と発言した。 また、JR東日本は、東京都の恵比寿駅の構内に設置していたロシア語の案内板を、利用客から「不快だ」という声が寄せられたとして紙で覆い隠していたが、「差別につながる」という批判を受け、誤解を防ぐために4月15日から元の状態に戻した。
漢語・中国語追放論は国学が生まれた江戸時代からあり、現代でも漢文教育追放の声もある。しかしながら、中国を「支那」と呼ぶことが普通だった明治から昭和初期、旧制中学校においては、漢文は、国語と共に「国漢」と呼ばれたように、旧制中学校の重要教科の一つとされていた。

## 日本以外での事例
言語とは、民族を決定する重要な要素の一つであり、過激なナショナリズムと容易に結びつきやすい。

### アメリカとイギリス

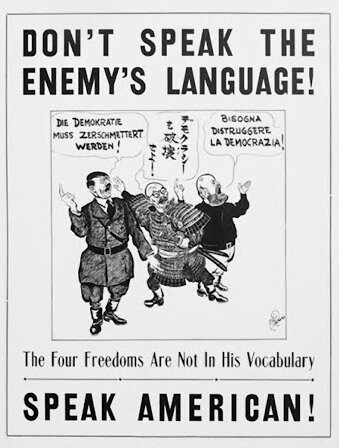
第二次世界大戦において、アメリカ合衆国で作られたポスター。ヒトラー、東条英機、ムッソリーニがそれぞれの母語で「デモクラシーを破壊せよ」と言っている風刺画とともに、「Don't speak the enemy's language! Speak American!（敵国の言葉ではなく、アメリカの言葉を喋ろう！）」というスローガンが書かれている。

アメリカやイギリスでは、第一次世界大戦中に交戦国だったドイツ帝国で使用されるドイツ語やドイツ文化に対して、やはり似たような排斥運動が起こっている。代表的な例として、当時イギリス王室の名称は「サクス＝コバーグ＝ゴータ家」だったが、1917年にジョージ5世は敵国ドイツの領邦であるザクセン＝コーブルク＝ゴータ公国の名を冠したこの名称を避け、王宮のあるウィンザー城にちなんでウィンザー家と改称し、臣下も改称していることがあげられる。バッテンベルク家がマウントバッテン家など。文化的方面では、ジャーマン・シェパード・ドッグがアルサシアン (Alsatians) と改名。ドイツ原産のダックスフントが排除 (liberty houndsまたはliberty pups) 。ドイツの作曲家リヒャルト・ワーグナーの演奏が事実上禁止される、などの影響があった。ドイツ人の歴史学者ハインリヒ・フォン・トライチュケやドイツ人文豪ヨハン・ヴォルフガング・フォン・ゲーテは、愛国主義・優生主義・軍国主義を煽って世界大戦を引き起こしたと非難された。
第二次世界大戦では、枢軸国と交戦状態となったアメリカ（連合国）において、ドイツ系アメリカ人の抑留、イタリア系アメリカ人の抑留、日系人の強制収容が行われた。反日感情についての事例を挙げると、日系人が多かったハワイでは、日本語によるラジオ放送などが開戦と同時に即刻禁止となった。「Don't speak the enemy's language! Speak American!（敵国の言葉ではなく、アメリカの言葉を喋ろう！）」とのスローガンが掲げられ、日本語、ドイツ語、イタリア語は排斥された。イギリス連邦に属しているカナダのカナディアン・パシフィック汽船が運航していた客船「エンプレス・オブ・ジャパン」は、日英開戦に伴い1942年に「エンプレス・オブ・スコットランド」に改名され、1957年に売却されるまで元の名前に戻らなかった。また、グレート・ウェスタン鉄道のスター級蒸気機関車もその一部が1920年代に国家名と「モナーク」を組み合わせた君主制に関連したものとなっていたが1940年～1941年に残存車のうち、ベルギー、デンマーク、日本、ルーマニア、スウェーデンに関連した命名の5台が無名に変更されている。
アメリカでは2003年に、イラク戦争に反対するフランスに対して反発するアメリカ人が「フレンチフライ（フライドポテト）」のことを「フリーダムフライ」と言いかえようという主張する事例が各地のローカル紙で紹介された。イラク戦争反対派のアメリカ人も自虐的に風刺するかたちで冗談半分に同調、その結果「フリーダムフライ」は流行語にまでなった。すると今度はこれをフランスのメディアがアメリカで起こっている運動として報道したため、騒ぎは実態のないまま雪だるま式に肥大するという奇妙な現象になった。
民主党の大統領候補となった2004年、イラク戦争への対応からフランスとアメリカの関係が悪化していたため、フランス語を得意とするアメリカの政治家ジョン・ケリーは共和党から攻撃を受けた。これをかわすため、ケリーはフランス語を長い間、封印することとなった。
この他、フランスに由来するメートル法をNASAなど科学関係の一部を除いて現代まで拒否している。

### ロシア
第一次世界大戦でドイツと交戦していたロシア帝国では、首都の名前であるサンクトペテルブルクがドイツ語の接尾辞であったため、ロシア語の接尾辞によるペトログラードに改名した。後にソビエト連邦によってレニングラードに改名され、元のサンクトペテルブルクに戻ったのは、ソビエト連邦の崩壊以降の1991年のことである。
1960年代以降の中ソ対立の激化に伴い、ソ連政府は極東ロシアにあった中国語や満洲語に因む地名の大半を、1972年にロシア語式へ改名した。

### ブラジル
第二次世界大戦における連合国のブラジルでもイタリア語に由来する名称の使用が自粛されたため、イタリア系移民によって創立されたサッカークラブ「パレストラ・イタリア」が「パルメイラス」という名称に変更されたという事例がある。ブラジル大統領のジェトゥリオ・ドルネレス・ヴァルガスは、国内において、枢軸国の言語での出版活動は完全に禁止させていた。日本語も禁止の対象であり、そのため日系ブラジル人は自分たちのルーツとなる日本の状況が、終戦を過ぎても詳しくは分からなくなってしまい、勝ち組と負け組の問題を生んだ。

### 韓国
第二次世界大戦後に建国された韓国では、日本との併合時代に大量に流入した日本語に由来する単語を「倭色」と蔑み、朝鮮語から追放しようとする動き（国語醇化運動）が現在に至るまで続いている。また韓国では、一部の固有名詞を除いて「朝鮮」という呼称を忌避し、「韓国」「韓」「大韓」などと表現する傾向があるが、これは北朝鮮が半島全土の呼称として「朝鮮」を用いていることや、韓国を「南朝鮮」と呼称していることも背景の一つである（大韓民国#国名を参照）。

### 中国
中国では、新聞出版総局が「出版物における文字使用の規範化」に関する通達を2010年11月に発布している。これは「英語の短縮表記や英単語、中国語でも外国語でもない造語を出版物に使用してはならない」と規定され、多くの国民に知られている単語以外は、中国語に置き換えた単語を使うように通達している。違反した出版社は処罰の対象となる。

### フランス
フランスは全ての外国語をフランス語表現に言い換え、ラジオ局でもフランス語の曲が優先的に流され、物の数え方も十進法ではなくフランス独自の二十進法を使い続けている。

### その他
アイスランドにおいても外来語を徹底的に自国語に置き換えている。そのため、1000年ほど前の古典も読める人が多い。しかし、最近ではインターネットやVODの普及や観光客の増加により、英語が若い世代の間で広く使われるようになり、危機感が増している。
カナダでは、カナダ料理のプーティンを扱う店が発音が似ている大統領と連想され風評被害を受けた。